# George Mitchell (Bluesforscher)
George Mitchell (* 9. Januar 1944 in Coral Gables, Florida) ist ein US-amerikanischer Blues-Forscher und -Produzent, der in den 1960er bis 1980er Jahren Aufnahmen von Bluesmusikern aus dem Mississippi-Delta wie z. B. Fred McDowell und Johnny Woods, George Henry Bussey und Jim Bunkley, Charlie Burse und Will Shade, Joe Callicott, Furry Lewis, R. L. Burnside und Sleepy John Estes gemacht hat, die später auf den Plattenlabeln Arhoolie (späte 1960er), Revival (1971) und Rounder (ab ca. 1975) als Langspielplatten, auf Arhoolie (2000) und Fat Possum (2003 und folgende) dann auch als CDs veröffentlicht worden sind.

## Werke (Auswahl)
- Blow My Blues Away Louisiana State University Press, Baton Rouge 1971
- I'm Somebody Important: Young Black Voices from Rural Georgia University of Illinois Press, Urbana 1973
- Yessir, I've Been Here a Long Time: The Faces and Words of Americans Who Have Lived a Century E.P. Dutton, New York 1975
- Ponce de Leon: An Intimate Portrait of Atlanta's Most Famous Avenue Argonne Books, Atlanta 1982